# قلنديا

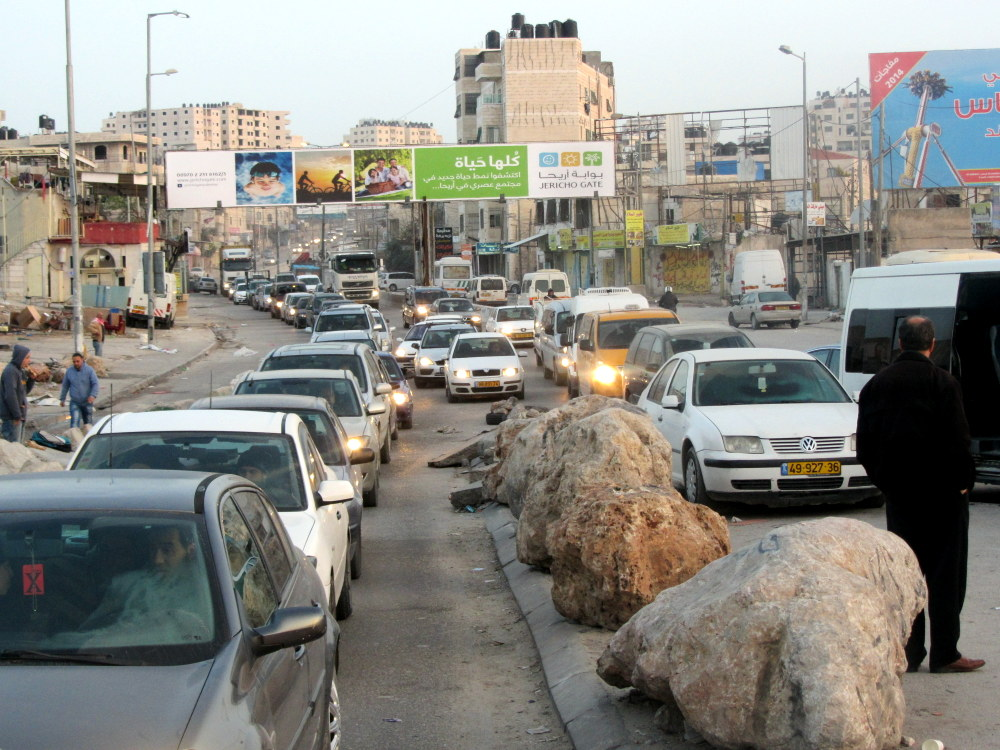
أزمة حاجز قلنديا الشبه يومية

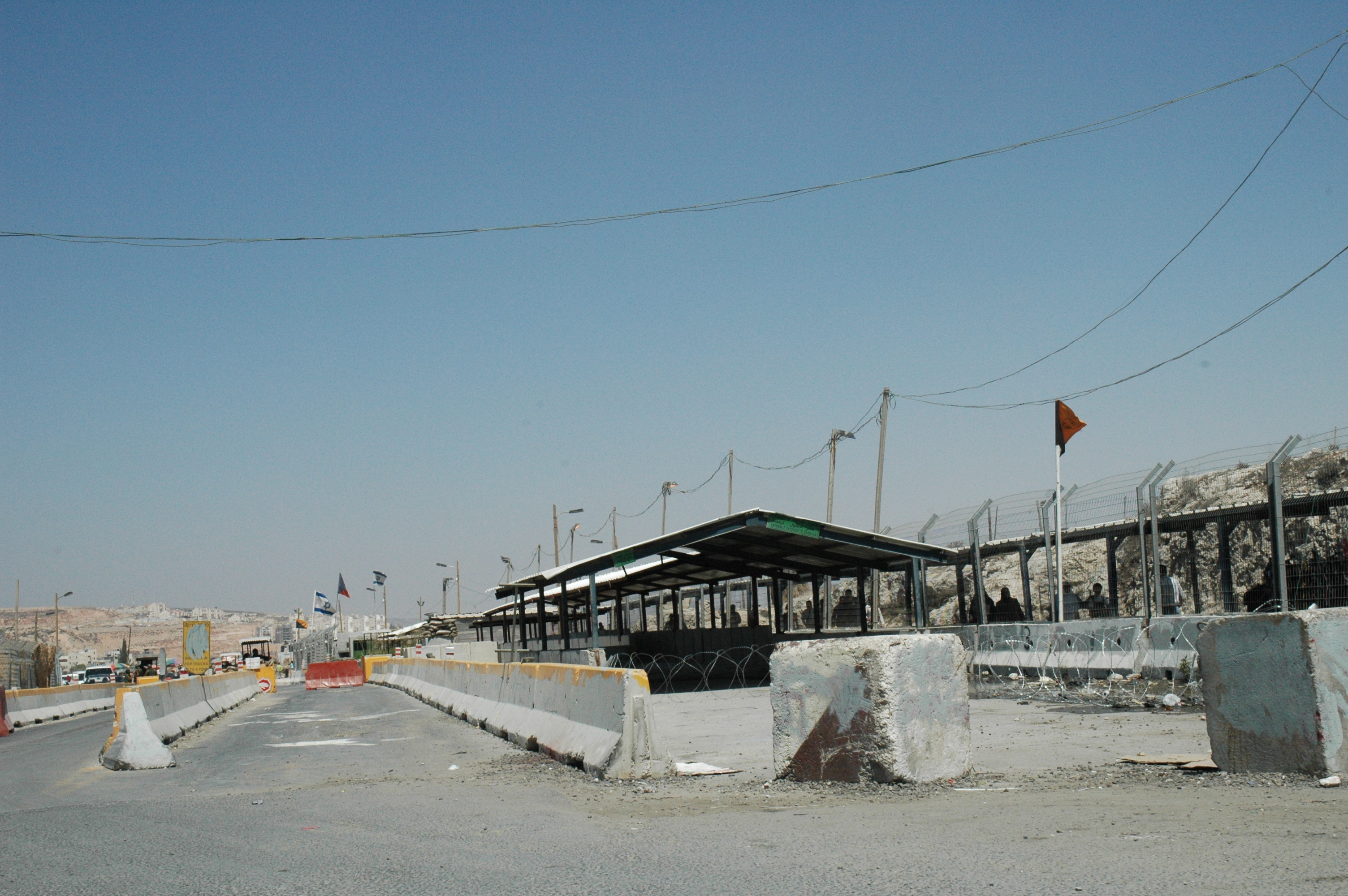

قلنديا بلدة فلسطينية تقع إلى الشمال من مدينة القدس وتبتعد عنها مسافة 11 كم وجنوب مدينة رام الله وتبعد عنها مسافة 4 كم ويصل إليها طريق فرعي يربطها بالطريق الرئيسي القدس ـ رام الله طوله 1.5 كم، ترتفع عن سطح البحر 750م وتبلغ مساحة أراضيها 3,948 دونم، حيث تحتل موقع استراتيجي في محافظة القدس أهلها لإنشاء مطار القدس على أراضيها. ويمر من أراضيها طريق رام الله ـ القدس، يحدها من الشمال قرية كفر عقب وقرية رافات ويحدها من الغرب قرية الجديرة ومن الجنوب بلدة بير نبالا وقرية بيت حنينا ومن الشرق بلدة الرام.

## التعداد السكاني
- عام 1922 م بلغ عدد سكان قلنديا 144 نسمة
- عام 1931 م بلغ عدد سكان قلنديا 120 نسمة
- عام 1945 م بلغ عدد سكان قلنديا 190 نسمة
- عام 1982 م بلغ عدد سكان قلنديا 482 نسمة
- عام 1997 م بلغ عدد سكان قلنديا 855 نسمة

وحسب الإحصائيات الأخيرة من قبل الجهاز المركزي للإحصاء الفلسطيني بلغ عدد سكان قلنديا قرابة ال 1,100 نسمة يشكل أكثر من نصفهم من حملة الهويات الفلسطينية.[ما هي؟]

وهاجر العديد من أهالي قلنديا إلى الأردن والولايات المتحدة الأمريكية ودول الخليج بسبب قسوة الظروف التي فرضها الاحتلال.

## آثار قلنديا
يوجد العديد من الآثار المهمة في القرية مثل الأعمدة والساحات المبلطة ومعصرة زيت رومانية محفورة في الصخر ومباني قديمة تمتاز بالجمال وعلى الطراز الأموي وبركة فسيفساء وآبار قديمة يبلغ عددها قرابة الـ 22 بئر وحجم البئر الواحد حوالي 6 أمتار عمقا و3 أمتار عرضا من نوع «انجاصة».

## مؤسسات قلنديا
يدير شؤون قلنديا مجلس قروي. يوجد في القرية مدرسة قلنديا الأساسية" وهي تابعة لمديرية التربية والتعليم ـ ضواحي القدس وفيها روضة أطفال "روضة زهور قلنديا " ويتم الاشراف عليها من قبل وزارة التربية والتعليم الفلسطينية والمجلس القروي. كما يوجد في قلنديا العديد من والمشاريع والورش الصناعية.

## أبناء قلنديا
تبلغ نسبة المتعلمين في قلنديا أكثر من 90% حسب آخر الإحصائيات المعمول بها عام 2008 وتعد من أكبر النسب في محافظة القدس وتخرج العشرات من ابنائها من مختلف الجامعات الفلسطينية والأردنية والأمريكية وغيرها، كما يوجد من أهالي البلدة من هم مدراء وأساتذه وموظفين ومسؤولين في السلطة الوطنية الفلسطينية، وغيرهم ممن هم في المملكة الأردنية الهاشمية والولايات المتحدة ودول الخليج حيث يشغلون هناك مواقع مرموقة وأصحاب منشآت مهمة هناك، وتربطهم صلة وثيقة بقريتهم رغم الغربة في المهجر.

## قلنديا والاحتلال
شارك أهالي قلنديا في ثورات الشعب الفلسطيني المختلفة. وقد سيطرت قوات الاحتلال الإسرائيلي على القرية عقب حرب 1967 واحتلت مطار القدس الذي كان قد أنشئ زمن الانتداب البريطاني. وفي ثمانينات القرن المنصرم استملكت قوات الاحتلال عشرات الدونمات لاقامة ما يسمى بالصناعات الجوية الإسرائيلية على أراضي القرية السهلية ولم يكتفي الاحتلال بذلك، بل صادر مئات الدونمات التي تقع جنوب القرية لإنشاء الطريق الالتفافي الذي يربط القدس بـتل أبيب.
وانتفضت قلنديا في انتفاضة الأقصى الأولى والثانية وفرض عليها الاغلاق ومنع اهلها من التنقل سواء كان باتجاه رام الله أو القدس الا مشيا على الاقدام بسب اغلاق مدخلها الشرقي والغربي واعتقلت قوات الاحتلال العشرات من ابنائها. وحاليا شرعت قوات الاحتلال ببناء جدار الفصل العنصري حيث يسعى الاحتلال لعزل القرية عن العالم الخارجي وتحويلها لسرقه ما تبقى من أراضيها ومنع حملة الهوية الفلسطينية من الوصول لمدينة القدس أما حملة الهوية المقدسية، يسعى الاحتلال لمنعهم من الوصول إلى مدينة رام الله أو الارتباط بأراضي السلطة الوطنية الفلسطينية.